# Tech45
Tech45 is een wekelijkse Nederlandstalige podcast over technologie afkomstig uit Vlaanderen en Nederland. Elke aflevering ontvangt host Maarten Hendrikx via een video gesprek enkele leden van het Tech45-panel en behandelt het laatste technologie-nieuws en trends.
Elke maandag om negen uur 's avonds wordt de show opgenomen en kan ook live worden beluisterd, daarna komt de aflevering als podcast beschikbaar. De eerste aflevering is uitgebracht op 7 oktober 2009. Er zijn tot en met 2024 meer dan 670 afleveringen gemaakt.
De naam Tech45 komt voort uit het oorspronkelijke idee om elke aflevering 45 minuten te laten duren. Deze tijdsbeperking is later losgelaten. De show wordt steevast beëindigd met een tip van ieder panellid.

## Tech45-panel
Het Tech45-panel bestaat, in wisselende samenstelling, anno 2024 uit:
- Maarten Hendrikx, panelhost
- Floris Daelemans, VRT-medewerker
- Toon Van de Putte
- Steven Op de Beeck
- Ruurd Sanders
- Maarten Cox
- Menno Kiel
- Dewi van de Vyver, sinds 2019
- Karel Titeca, sinds 2023 (als gast al sinds 2022)
- Tim Sevenants, sinds 2023
- Jeroen Toelen, sinds 2025

Naast het vaste panel zijn er soms ook gasten te horen in de podcast.

## Voormalige panelleden
- Davy Buntinx
- Jelle D'Hulster
- Stefaan Lesage
- Marco Frissen
- Jan Seurinck[6]
- Cindy De Smet
- Jojanneke van den Bosch

## Speciale uitzendingen
Tech45 heeft door de jaren heen tal van speciale uitzendingen gemaakt:
- #26: Speciale gast Adam Curry.[7]
- #45: Jubileum uitzending speciaal ook verschenen op Compact Cassette.[8]
- #53: Live opname tijdens Barcamp in Antwerpen.[9]
- #200: Live opname tijdens Zelfies festival.[10]
- #256: Jubileum opname live vanuit de KBC toren in Antwerpen.[11]
- #266: Live opname het tweede Vlaamse Podcastfestival in Gent.[12]
- #300: Live opname het eerste Vlaamse Podcastfestival in Gent.[13]
- #356: Speciale Gast Arnoud Wokke, journalist van Tweakers.net.[14]
- #577: Live opname tijdens Fri3dcamp 2022.
- #664: Live opname tijdens Fri3dcamp 2024.
- #673: Live opname in het Home Computer Museum in Helmond.

## Trivia
- De laatste aflevering van het jaar wordt telkens de Tech45-eindejaarsquiz gehouden. De panelleden worden getest op hun kennis over het technologie-nieuws van het afgelopen jaar.
- De podcast wordt door velen gezien als de langstlopende Nederlandstalige Techpodcast.[15]